# Andrés Parra

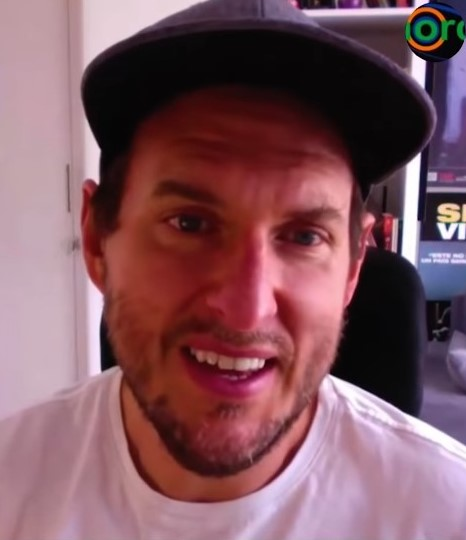
Andrés Parra, 2021

Andrés Parra Medina (* 18. September 1977 in Cali, Kolumbien) ist ein kolumbianischer Theater-, Film- und Fernsehschauspieler.

## Leben
Parra wuchs in der kolumbianischen Hauptstadt Bogotá auf. Bereits im Alter von 11 Jahren spielte er seine ersten Theaterrollen. Seine Lehrerin überzeugte ihn, die Escuela de Formación de Actores del Teatro Libre in Bogotá zu besuchen. Er schloss seine Ausbildung mit dem Bachelorexamen ab. Zu seiner Ausbildung gehörten die Fächer Schauspiel, Öffentlichkeitsarbeit, Clown, Produktion und Maskenbildnerei.
Seit 1991 spielte Parra in seiner Heimat viele Rollen sowohl in klassischen Theaterstücken, als auch in Werken moderner Autoren. Seit 2003 arbeitet er als Filmschauspieler und seit 2005 in Fernsehrollen. Seine bekannteste Rolle der letzten Jahre ist die des Drogenbosses und Milliardärs Pablo Escobar. Seit Anfang 2013 läuft in Kolumbien und international die Serie Pablo Escobar: el patrón del mal (Der Herr des Bösen) des kolumbianischen Fernsehsenders Canal Caracol, der in Kolumbien zu einigen Kontroversen zwischen Opfern und deren Angehörigen sowie den Vertretern eines offeneren Umgangs mit der Schwierigkeiten der Vergangenheit führte. Die Serie wurde weitläufig angelehnt an den Roman La Parábola de Pablo  des Journalisten und früheren Bürgermeisters von Medellín Alonso Salazar.

## Rollen
- 2008: Film Doctor Alemán des deutschen Regisseurs Tom Schreiber. In der Hauptrolle des Marc spielte August Diehl, Parra spielte Hector Luis.
- 2008: Fernsehrolle in: El cartel als Carlos Zapata – el Médico.
- 2009: Film: Rolle Gabriel in: La pasión de Gabriel.
- 2010: Fernsehrolle in: El cartel 2 als Carlos Zapata – el Médico.
- 2012: Fernsehrolle in: Pablo Escobar: el patrón del mal in der Hauptrolle.
- 2013: Fernsehrolle in: El señor de los cielos als Pablo Escobar.
- 2014: Fernsehrolle in der chilenischen Serie: Sentiados als Maestre de Campo Juan de Salas.
- 2017: Orbiter 9 – Das letzte Experiment